# Liste der denkmalgeschützten Objekte in Erpužice
Grundlage dieser Liste der denkmalgeschützten Objekte in Erpužice ist die ÚSKP-Liste (Ústřední seznam kulturních památek České republiky, deutsch Zentrale Liste der Kulturdenkmäler der Tschechischen Republik), die von der tschechischen Denkmalschutzbehörde NPÚ (Národní památkový ústav, deutsch Nationale Denkmalbehörde) seit 1987 geführt wird und an die seit dem Jahr 1850 geschaffenen Listen anschließt.

## Denkmalgeschützte Objekte nach Ortsteilen

### Erpužice
| Lage                 | Objekt               | Beschreibung         | ÚSKP-Nr.                  | Bild           |
| -------------------- | -------------------- | -------------------- | ------------------------- | -------------- |
| Dorfplatz (Standort) | Kirche hl. Margareta | Kirche hl. Margareta | 27331/4-1738 Info Katalog | weitere Bilder |

### Malovice
| Lage                                                      | Objekt                                  | Beschreibung                                                   | ÚSKP-Nr.                  | Bild |
| --------------------------------------------------------- | --------------------------------------- | -------------------------------------------------------------- | ------------------------- | ---- |
| Malovice, im Wald etwa 1,9 km südöstlich der Ortschaft () | vorgeschichtliche Grabstätte, Hügelgrab | vorgeschichtliche Grabstätte, Hügelgrab, archäologische Spuren | 18123/4-1988 Info Katalog |      |
| Malovice, im Wald etwa 1 km südlich der Ortschaft ()      | vorgeschichtliche Grabstätte, Hügelgrab | vorgeschichtliche Grabstätte, Hügelgrab, archäologische Spuren | 16125/4-1993 Info Katalog |      |